# Viva México
"Viva México" é uma canção mexicana composta e interpretada por Pedro Galindo em 1942. É uma das canções mais interpretadas por outros artistas mexicanos e mais lembrada na ocasião do dia da independência do México.

## Outras versões
Outros artistas mexicanos já interpretaram a canção como Pedro Vargas, Rondalla Tapatia, Aida Cuevas, Libertad Lamarque e Alberto Vazquez.

### Versão de Lucero
A atriz e cantora mexicana Lucero regravou a canção para apoiar a Seleção Mexicana de Futebol na Copa do Mundo de 2018.
O videoclipe da canção foi lançado de surpresa no dia 21 de Junho de 2018 através do canal VEVO oficial da artista. No dia seguinte, a canção foi lançada como single em download digital. Por estar investindo no gênero, Lucero regravou a canção no estilo banda.

### Interpretações ao vivo
A artista interpretou pela primeira vez a canção ao vivo durante sua apresentação no Auditorio Nacional em 6 de Julho de 2018.

### Formato e duração
- Download digital

1. "Viva México" – 2:47

### Histórico de lançamentos
| País   | Data                | Formatos                   | Gravadora                               |
| ------ | ------------------- | -------------------------- | --------------------------------------- |
| México | 22 de Abril de 2018 | Download digital streaming | Fonovisa Records Universal Music Latino |